# 잔 다라 2
《잔 다라 2》(The Sin, Jan Dara 2)는 태국에서 제작된 옹-아트 싱룸풍 감독의 2004년 멜로/로맨스 영화이다. 왓차라 탕카파서트 등이 주연으로 출연하였고 옹 아트 싱룸풍 등이 제작에 참여하였다.

## 출연

### 주연
- 왓차라 탕카파서트
- 소라풍 찻리

### 조연
- 수완나 라프시드

## 기타
- 원작자: R.S Promotion
- 미술: 랏차타 푼파야크
- 의상: 에카싯 미프라세르쿨